# تئاتر کویینز
تئاتر کویینز (انگلیسی: Queen's Theatre) یک سالن نمایش در لندن، انگلستان است.
این سالن تئاتر که در خیابان شافتزبوری قرار دارد در سال ۱۹۰۷ میلادی تأسیس شده و جزئی از تئاتر وست اند محسوب می‌شود. تئاتر کویینز دارای ۱۰۹۹ نفر ظرفیت می‌باشد.

## نگارخانه

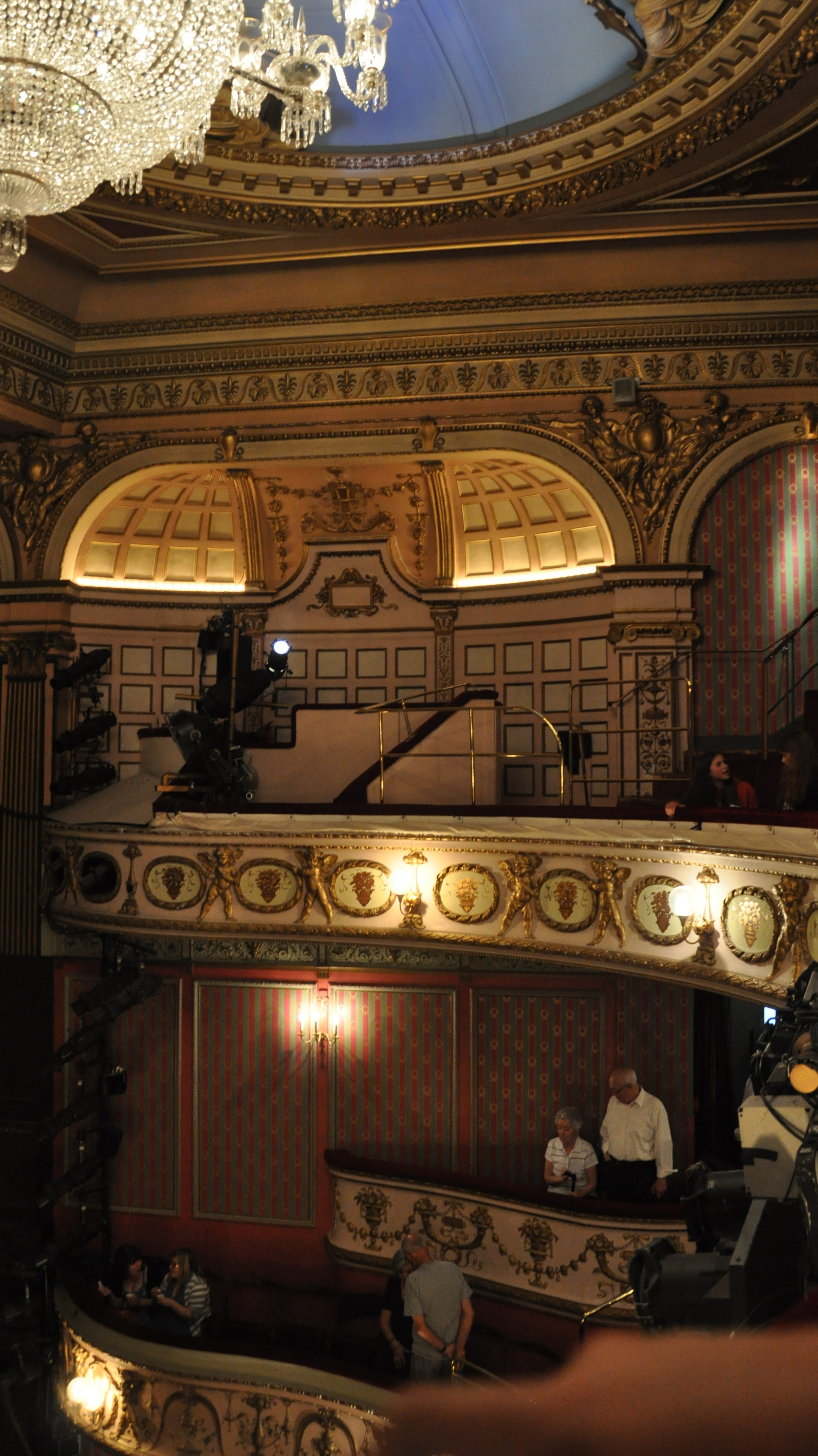
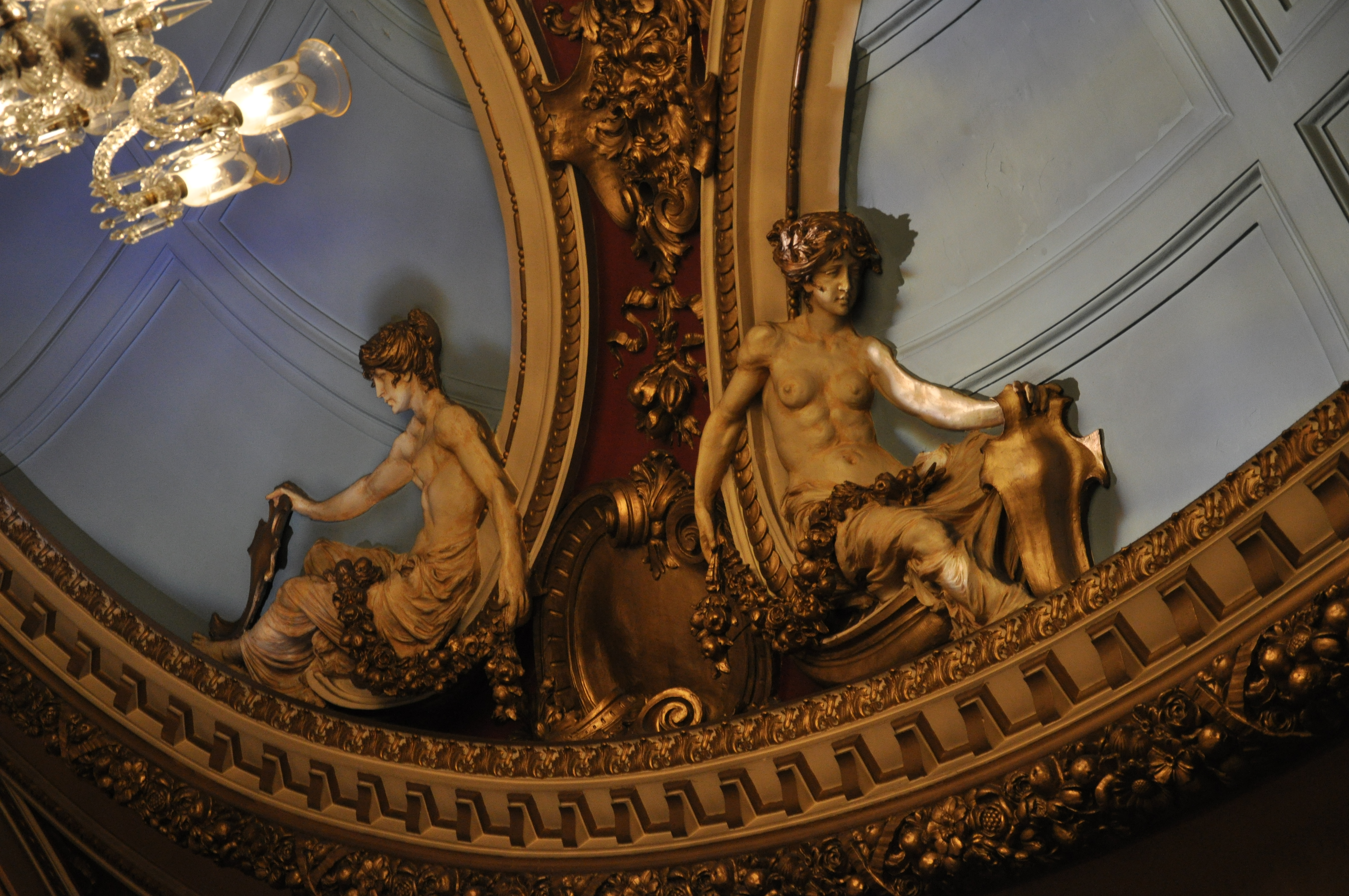
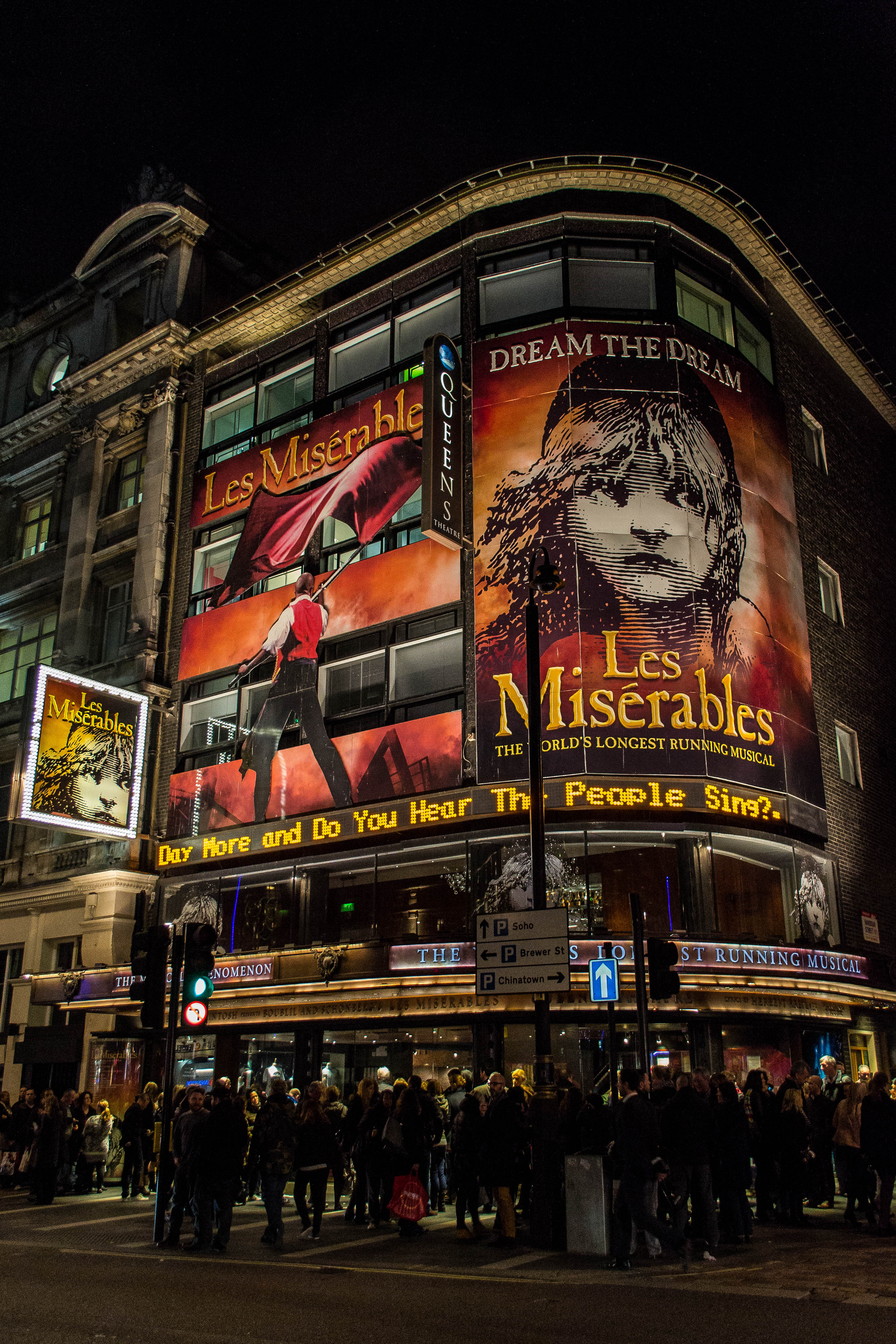